# 互動式多媒體

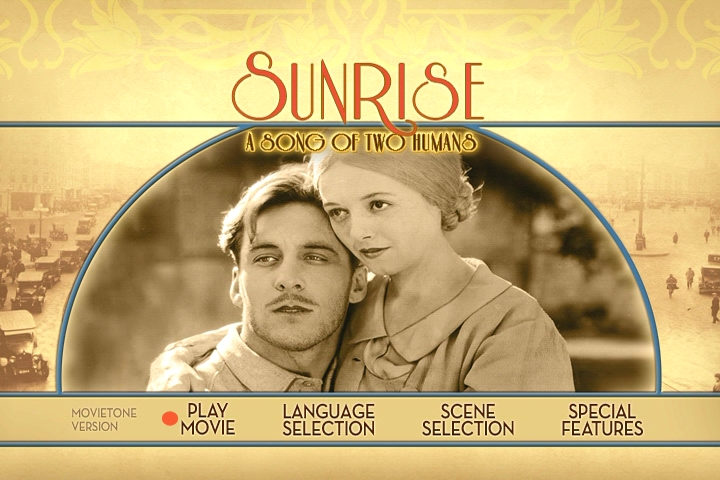
DVD-Video通常包括一个交互式菜单，允许用户更改设置或播放其他内容。

多媒體是數位化的方式組織文字、相片、視覺藝術、聲音、動畫、影像。當多媒體的使用者或是觀看者，可以自主性操作多媒體內的元件或元素可以在任何時間傳遞或上傳，叫做互動式多媒體。使用者在互相連結的架構中可以自由地搜尋、互動，被稱為超媒體。
使用者想從中獲得知識，享樂，或對其知識有興趣者，皆是使用者範圍之內。使用者需透過多者介面來執行，如現今社會上大多可與人互動的介面，電腦，手機，各個遊戲平台，以及大型遊戲機台等。

## 定义
互动式多媒体是一种传播方式，其中媒体的输出来自用户的输入。交互式媒体需要用户的参与。媒体的目的还是一样的，但是用户的输入增加了互动性，并为系统带来了有趣的功能，从而带来更好的享受。

## 术语
互动媒体与交互设计、新媒体、互动性、人机交互、网络文化、数字文化等概念相关，也包括增强现实和虚拟现实。
互动性的一个基本特征是它是相互的。即用户和机器各自发挥积极作用。大多数互动式计算系统都是为了某些人类的目的，并在人类环境中与人类互动。
互动媒体是一种计算方法的实例。受到控制论、自生系统论和系统理论等科学的影响，并挑战了理性与认知、感知与记忆、情感与情绪等概念。
终端用户或受众与媒体之间任何形式的界面都可被认为是交互式的。互动媒体并不仅限于电子或数字媒体，还包括棋盘游戏、立体书、手翻书和活动星图等打印介质上的互动式媒体。由于介质中存在非线性控制的机制，带有简单目录或索引的书籍可能被认为是互动式的，但通常被视为非互动式阅读，因为大多数用户的经验是非互动性的。

## 开发
飞利浦公司开发的模拟视频光盘是互动式多媒体的先驱技术。此外，还有以下几个因素促进了互动媒体的发展，包括:
- 激光视盘技术最早发明于 1958 年。它使用户能够在电脑屏幕上获得高质量的模拟图像。这提高了互动式视频系统的能力。
- 图形用户界面（GUI）这一概念产生于 20 世纪 70 年代，由苹果电脑公司推广。其本质是在虚拟桌面上实现视觉隐喻、直观感受和信息共享。想要进入多媒体领域，唯一需要的就是更强大的功能。
- 由于硬件成本的急剧下降，计算机速度和内存的空前提高，使个人计算机变成了一种经济实惠的机器。能够以先进的方式将音频和彩色视频结合起来。
- 另一个因素是微软公司于 1990 年向主流的 IBM 克隆世界发布了 Windows 3.0系统。它加速了人们对图形用户界面的接受，使GUI作为成为与小型计算机系统交流的标准机制。
- 1979 年，飞利浦公司开发出了以光盘（CD）为核心的光学数字技术。这也是互动式多媒体发展的另一个主导因素，因为它提出了开发互动式多媒体时存在的问题。[4]

以上所有的因素都有助于开发互动媒体中使用的主要硬件和软件系统。

## 优点

### 对学习的影响
互动式媒体对幼儿学习的四个发展维度都有帮助：社交和情感维度、语言发展维度、认知和常识维度以及学习方法维度。在学习环境中使用电脑和电脑教育软件有助于提高儿童的沟通技能和学习态度。使用电脑教育软件的儿童通常会使用更复杂的语言模式和更高水平的语言交流。一项研究发现，只需大声朗读故事并用高亮显示单词和短语的基本互动图书，对阅读能力较低的儿童很有帮助。每个儿童有不同的学习方式，互动媒体可以帮助儿童进行视觉、语言、听觉和触觉方面的学习。
此外，使用互动式、沉浸式媒体（如VR）进行的研究证明，对被诊断患有自闭症谱系障碍的学生的教育的影响是有效的。通过使用额外的传感器和专用的设备，沉浸式媒体对那些可能被认为是神经变异的学生方面的有效性受到了质疑。交互式媒体通常被认为具有高度的刺激性，这引发了人们对过度刺激的情况和可能引发特定学生出现反应的情况的担忧。
互动式多媒体还被用于多种专业领域，以及提供培训的机会。如在医疗培训和教育中的应用。

### 直观理解
互动式媒体使技术的使用更加直观。例如智能手机、iPad/iPod、互动白板和网站等互动产品都更加容易于使用。这些产品的易用性鼓励了消费者尝试使用产品，而不是阅读说明书。

### 人际关系
互动媒体能够促进对话式的传播。这种交流形式使发送方和接收方都能够建立长期的信任与合作。这在建立关系方面起着至关重要的作用。此外，各组织还可利用互动式媒体在基本营销的基础上更进一步，发展更积极的行为关系。使用互动式媒体和虚拟媒体还有一个额外的好处，那就是可以在虚拟环境中为建立关系纽带而提供更多的真实感。通过使用这种技术，可以建立新型得关系，也可以加强已有的关系。

## 缺点

### 公共安全与分心
互动式媒体带来了新的分心因素，这可能会导致公共安全问题。由于用户必须输入和响应媒体的要求，这会造成数字注意力分散的情况更加严重。

### 不良睡眠习惯
智能手机是互动式媒体的一种普遍形式。过度使用会导致睡前拖延。使用手机使人夜不能寐会对健康造成不良影响，如疲劳和头痛。

## 对家庭的影响
互动式媒体的引入极大地影响了家庭生活和内部运作。许多家庭活动都与技术进行了完美结合，让孩子和父母都能根据自己的需要进行调整。然而，家长们也越来越担心交互式媒体对家庭生活的影响。这并不一定是因为家长们反对技术，而是因为他们担心技术会减少他们与孩子相处的时间。研究表明，虽然互动式媒体能够在家庭成员之间无法联系的时候将大家联系在一起，但即使有机会与家人在一起，人们对这些媒体的依赖也会继续存在。这往往会导致成年人认为互动性媒体会分散孩子的注意力，而不会给他们带来好处。

## 类型

### 分布式互动媒体
分布式互动媒体允许多个地理位置的遥远用户与媒体应用程序/系统进行同步交互。这类媒体的一些常见例子包括在线游戏、分布式虚拟环境、用于互动会议的白板等。

### 商业互动媒体
互动式媒体有助于商业投资。例如那些使用虚拟和增强技术的媒体。虚拟游览就是互动式媒体为了满足商业需求和为企业提供替代性收入的一种有效方式。研究表明，通过使用身临其境的虚拟互动媒体，企业有望获得更大的市场影响力。

### 信息互动媒体
以互动方式提供信息的媒体。地理信息系统就是一个例子，如建立在 ArcGIS 框架上的地理信息系统，它为用户提供了以各种方式与定位数据进行互动的手段，如收集、存储和操作。

## 示例
互动式媒体的两个基本例子是网站和移动应用程序。首先，网站。尤其是社交网站，它为用户提供文字和图形的互动使用，用户可以通过聊天、发布想法或图片等各种方式进行互动。在ImmersiveMe大会上汇集的业内人士s展示了互动式媒体的大量实例及其影响。如数字人文领域的互动式媒体，互动式媒体可用于研究目的。

## 技术实施
互动式媒体可以通过各种平台和应用技术来实现。例如，触摸屏智能手机和平板电脑等移动平台，以及专门为解决某些问题而创建的其他互动式媒体。互动式媒体并不局限于专业环境。它可以用于任何对用户的操作做出反应的技术。这包括在网页中使用 JavaScript 和 AJAX，也可以用于具有类似功能的编程语言或技术。
达美航空公司的 "光子淋浴器 "是最近使用互动式技术解决个人日常问题的创新产品之一。该设备由达美航空和剑桥大学的罗素·G·福斯特教授合作开发。该设备旨在减少时差对经常乘坐跨时区长途航班乘客的影响。该设备通过观察一个人所跨越的时区，并将这些时区与个人已知的基本睡眠周期相匹配，机器就能预测出一个人的身体何时期待光明，何时期待黑暗。然后，它就会根据时间的变化，用适当的光源刺激人，并用一张说明卡告诉他们什么时候身体需要光明，什么时候身体需要黑暗。
直到今天，互动式媒体的发展仍在继续。随着越来越多功能强大的机器出现，在显示屏上实时输入和操作的限制已变得几乎不存在。

## 另参阅
- 互動設計

- 多媒體
- 集體智慧
- 数字艺术
- 数字媒体
- 信息论
- 互動式廣告
- 互動式電影
- 集體協作
- 大眾媒體
- 媒體研究
- 新媒體藝術
- 社群媒體
- 用户生成内容

## 参照
- Vaughan, Tay (2003). Multimedia: Making It Work, 6th Ed. McGraw-Hill Osborne Media.
- 國立台灣大學遠距教學課程說明:互動式多媒體概論